# Plaza Vasca (Santiago de Chile)
La plaza Vasca (en euskera: Eusko Enparantza) es una plaza pública ubicada en el cerro San Cristóbal de Santiago de Chile, la cual a su vez forma parte del Parque Metropolitano de Santiago, quien se encarga de administrarla. Inaugurada el 5 de noviembre de 1931, es un centro de reunión para la realización de actividades socioculturales al aire libre de la comunidad vasca residente en Chile y de sus descendientes, una de las más notorias de españoles y franceses, debido a su presencia e influencia histórica en distintos ámbitos del país sudamericano. Asimismo, está emplazado frente al frontis del Templo de la Maternidad de María, dentro del Santuario del Cerro San Cristóbal.

## Componentes
Cuenta con un árbol de Guernica como elemento central de su ornamentación, considerado como el árbol simbólico de los vascos. Se encuentra protegido con una rejilla metálica cuadrangular en su base que tiene en cada lado pintada una "Ikurriña" (la bandera del País Vasco). Fue plantado en 1931, en el año de la inauguración de la plaza, como resultado de la germinación de doce bellotas de un árbol de Guernica enviadas a Chile directamente al puerto de Valparaíso desde la Casa de Juntas de Guernica, en el País Vasco español. Adicionalmente, tiene una banca de cemento adornada con los escudos de armas tallados en mármol de las provincias que conforman Euskal Herria.